# Igreja de Todos os Santos (Odell)

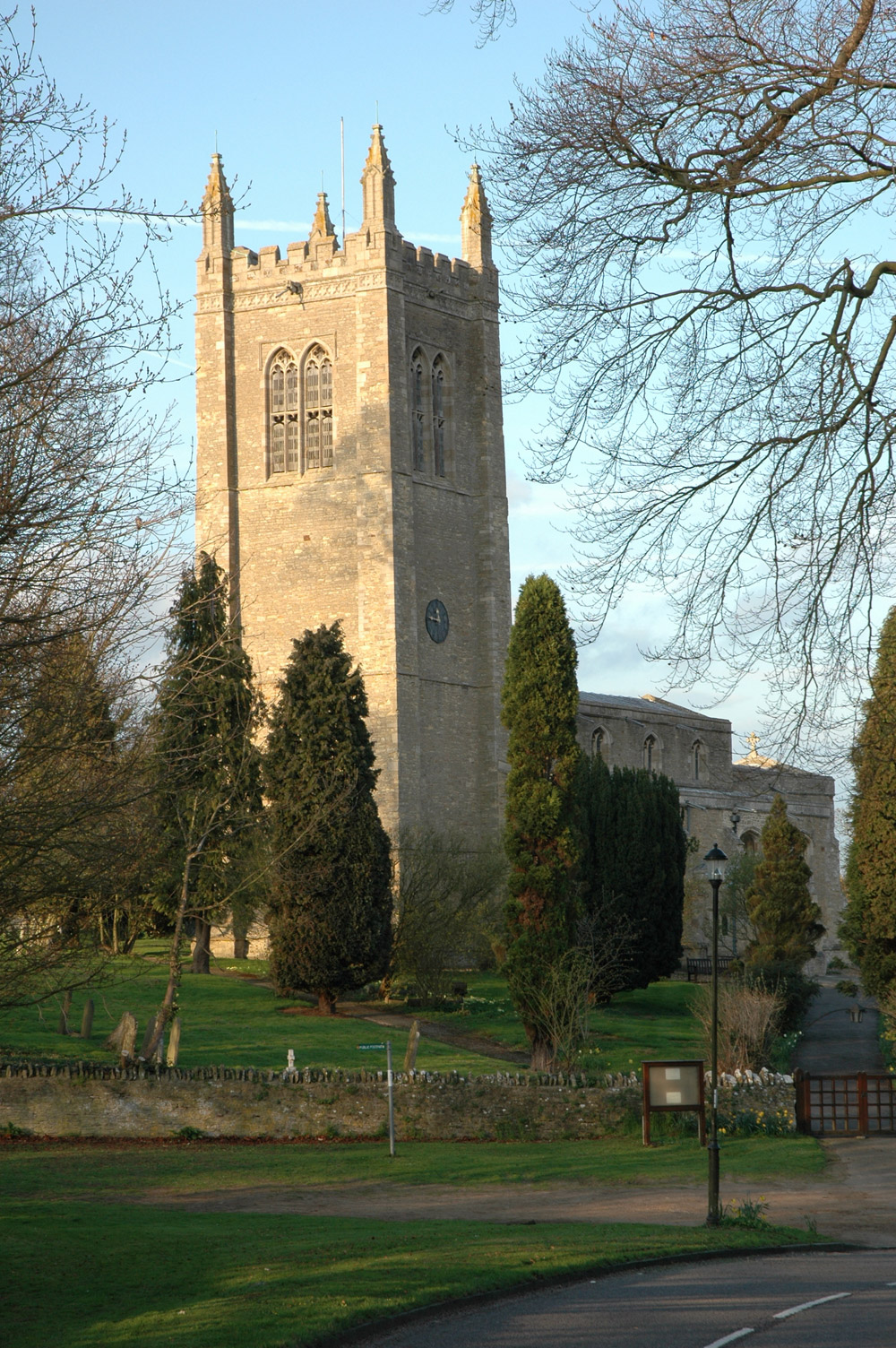
O edifício da igreja de todos os santos.

A Igreja de Todos os Santos é uma igreja listada como Grau I em Odell, Bedfordshire, na Inglaterra. Tornou-se um edifício listado em 13 de julho de 1964.
A igreja é um belo exemplo de uma igreja do século XV construída do início ao fim neste período. A torre oeste do tipo Northamptonshire é enorme; tem uma massa suave que alivia o que, de outra forma, seria um volume avassalador. O interior tem arcadas altas, uma tela rood original e um piso com padrão de diamante na nave e corredores.